# Anochilia incilis
Anochilia incilis är en skalbaggsart som beskrevs av Oliver Erichson Janson 1885. Anochilia incilis ingår i släktet Anochilia och familjen Cetoniidae. Inga underarter finns listade i Catalogue of Life.